# Transcaspia
Tỉnh Transcaspia (tiếng Nga: Закаспійская область), hay đơn giản là Transcaspia (tiếng Nga: Закаспія), là một phần của Đế quốc Nga và Nga Xô viết trong khoảng thời gian từ nửa sau thế kỷ 19 cho đến năm 1924. Tọa lạc tại phía đông biển Caspian, phía bắc tỉnh Khorasan của Iran và Afghanistan, phía nam tỉnh Uralsk (thuộc Kazakhstan, trước thuộc Đế quốc Nga) và phía đông bắc giáp các vùng bảo trợ trước đây của Nga là Khiva và Bukhara. Diện tích lãnh thổ là khoảng 550,5 km vuông, hiện nay là một phần của Nga, tây nam Kazakhstan và gần như tương ứng với toàn bộ lãnh thổ ngày nay của Turkmenistan.
Tên của tỉnh (theo nghĩa đen là "Vượt ra ngoài Caspia") được giải thích bởi thực tế là cho đến khi xây dựng tuyến đường sắt xuyên-Aral vào đầu thế kỷ 20, cách dễ nhất để đến lãnh thổ này từ trung tâm nước Nga (hoặc từ Ngoại Kavkaz thuộc Nga) là qua biển Caspi, bằng thuyền từ Astrakhan hoặc Baku.

## Lịch sử
Transcaspia bị Đế quốc Nga chinh phục trong các năm 1879-1885, trong một loạt các chiến dịch do các tướng Lomakin, Skobelev và Annenkov lãnh đạo. Việc xây dựng tuyến đường sắt xuyên Caspi bắt đầu từ bờ biển Caspi vào năm 1879 nhằm đảm bảo quyền kiểm soát của Nga lên khu vực và cung cấp một tuyến đường quân sự nhanh chóng tới biên giới Afghanistan.
Vào năm 1885, một cuộc khủng hoảng đã nổ ra sau khi Nga sáp nhập ốc đảo Panjdeh ở phía nam của Merv, gần như dẫn tới chiến tranh với Đế quốc Anh, vì Đế quốc Nga đã lên kế hoạch tiến vào Herat ở Afghanistan. Transcaspia là một phần của vùng Kavkaz với trung tâm là thành phố Tiflis (nay là thủ đô Gruzia), cho đến năm 1898, lãnh thổ này được lập thành một tỉnh (oblast) của Turkestan thuộc Nga với trung tâm là thành phố Tashkent. Thống đốc quân sự nổi tiếng nhất đã cai trị khu vực từ thành phố Ashkhabad là tướng Kuropatkin, các chính sách độc tài và phong cách quản lý cá nhân của ông đã khiến những người kế nhiệm ông không thể quản lý hiệu quả được tỉnh này. Chính quyền Transcaspia dần trở thành một biểu tượng của sự tham nhũng và tàn bạo của vùng Turkestan thuộc Nga khi các quan chức người Nga bóc lột dân chúng địa phương và biến các quận của tỉnh thành những vùng đất hoang. Những lạm dụng này đã được phơi bày hoàn toàn bởi Báo cáo của Pahlen năm 1908-1910. Khu vực này trở thành một trong những đầu não cuối cùng của cuộc kháng chiến Basmachi chống lại Đảng Bolshevik, sau cùng những người Turkmen nổi loạn chạy trốn qua biên giới tới Afghanistan và Iran năm 1922-1923.

## Nhân khẩu học
Đến năm 1897, dân số vùng là 382.487. Người Turkmen chiếm đa số. Các dân tộc thiểu số nổi bật gồm người Kazakh và người Nga. Tổng số người nói tiếng Thổ Nhĩ Kỳ là 328.059 (85,8%).

Bản đồ vùng Transcaspia